# Louise Antony
Louise M. Antony és una filòsofa estatunidenca, que desenvolupa activitats acadèmiques i científiques en el professorat de filosofia en la Universitat de Massachusetts, Amherst. Va passar per més de cinc universitats, impartint classes durant períodes breus a cadascuna, fins que el 2006 va aconseguir una plaça fixa a la universitat amb la qual encara avui està vinculada.És especialista en filosofia de la ment, epistemologia, teoria feminista, i filosofia del llenguatge.
Endemés del seu treball acadèmic, també ha donat la seva opinió en una sèrie d'articles en la columna Opinionator del New York Times sobre el clima opressiu per a les dones en la filosofia. El 2011, va fundar juntament amb Ann Cudd el "Projecte de tutoria per a dones joves en filosofia". Durant els anys 2015-2016 va ser presidenta de la Divisió Est de la American Philosophical Association.

## Educació
Antony es va llicenciar en filosofia a la Universitat de Siracusa el 1975. Poc després va anar a la Universitat Harvard, on va defensar exitosament la seva tesi doctoral el 1981. El seu primer càrrec acadèmic va ser a la Universitat d'Illinois, Urbana-Champaign, entre el 1980 i el 1981. Des de llavors va ensenyar a la Universitat de Boston, al Bates College , Universitat Estatal de Carolina del Nord, a la Universitat Chapel Hill  i a la Universitat Estatal d'Ohio. El 2006, es va traslladar a la Universitat de Massachusetts a Amherst. L'any 2008, va participar en un important debat amb l'apologista cristià William Lane Craig entorn la pregunta "És necessari Déu per a la moralitat?".

## Àrees d'estudis
En el seu estudi entorn la filosofia de la consciència i la dualitat ànima-cos, Antony estableix un terreny intermedi entre materialistes eliminadors com Daniel Dennett que neguen la possibilitat de l'existència de l'ànima, i grups dualistes, aquells que busquen la no-existència d'explicacions físiques de la ment. La seva filosofia esdevé doncs de gran rellevància en aquest àmbit. Grups religiosos com el cristianisme entren en grans debats sobre aquest afer.
També és una destacada defensora de la filosofia feminista analítica. La seva posició principal suggereix que el corrent feminista anterior havia passat per alt el fet que la filosofia analítica havia rebutjat les idees d'empiristes i racionalistes, i per tant van identificar erròniament l'epistemologia analítica amb l'empirisme.

## Obra

### Publicacions
Ha escrit nombrosos articles, ressenyes de llibres i assajos. També ha editat i introduït tres volums:
- Philosophers Without Gods (Oxford University Press, 2007), una col·lecció d'assajos de filòsofs destacats, que reflexionen sobre la vida sense fe religiosa basant-se en la seva pròpia experiència;[7]
- Chomsky and His Critics, amb Norbert Hornstein (Blackwell Publishing Co. 2003);
- A Mind of One's Own: Feminist Essays on Reason and Objectivity, amb Charlotte Witt,(Westview Press, 1993), expandit en 2002 en una 2a ed.[8]

#### Assajos selectes
- “Natures and Norms”
- “Atheism as Perfect Piety For the Love of Reason”
- “Everybody Has Got It: A Defense of Senar-Reductive Materialism in the Philosophy of Mind”
- “Because I Said So: Toward a Feminist Theory of Authority” amb Rebecca Hanrahan.[6]
- “Multiple Realization: Keeping it Real”
- “Natures and Norms”